# Éther diisopropylique
L'éther diisopropylique, ou plus simplement éther isopropylique, est un composé organique de formule chimique (CH3)2CH–O–CH(CH3)2. Il se présente comme un liquide incolore volatil très inflammable susceptible de former des mélanges explosifs avec l'air. Il est faiblement soluble dans l'eau mais miscible avec les solvants organiques. Il est utilisé comme solvant pour les huiles animales, végétales et minérales, les graisses, les cires et certaines résines naturelles. Il n'est généralement pas considéré comme un solvant pour les résines synthétiques, bien qu'il dissolve l'éthylcellulose ainsi que la nitrocellulose en présence d'alcools légers. Plus spécifiquement, il est utilisé comme solvant sélectif pour éliminer ou retirer les composé organiques polaires des solutions aqueuses comme les phénols, l'éthanol ou l'acide acétique. Il peut être préféré à l'éther diéthylique pour sa moindre volatilité. Il a également été utilisé comme additif pour carburant pour son effet antidétonant. On l'obtient industriellement comme sous-produit de la fabrication de l'isopropanol par hydratation du propène CH2=CH–CH3.
L'éther diisopropylique a tendance à former des peroxydes, même dans l'obscurité après suffisamment longtemps. Pour éviter cela, on ajoute de l'hydroquinone ou d'autres antioxydants. Dans l'air, il forme des peroxydes explosifs plus facilement que l'éther diéthylique en raison des atomes de carbone secondaires adjacents à l'atome d'oxygène. Il est recommandé de tester tous les trois mois la présence de peroxydes dans l'éther diisopropylique stocké, contre tous les ans pour l'éther diéthylique. Il est possible d'éliminer les peroxydes en agitant l'éther avec une solution aqueuse de sulfate de fer(II) FeSO4 ou de métabisulfite de sodium Na2S2O5,. Le méthyl tert-butyl éther CH3OC(CH3)3 est souvent utilisé comme solvant alternatif à l'éther diisopropylique pour raison de sécurité.